# Giulio Regondi

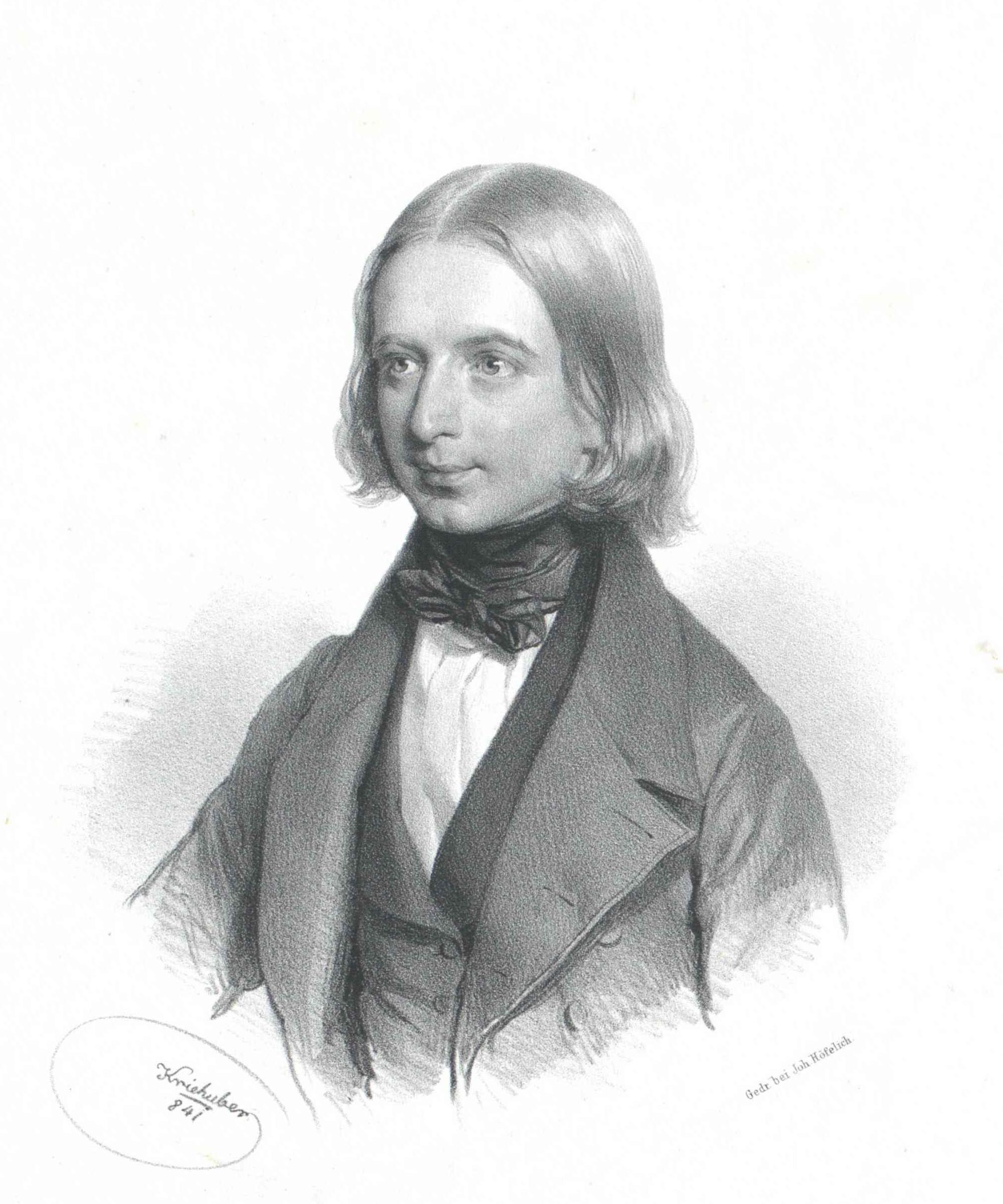
Giulio Regondi Lithographie von Josef Kriehuber, 1841

Giulio Regondi (* 1823 in Genf; † 6. Mai 1872 in London) war ein Komponist, Konzertinaspieler und Gitarrist.

## Leben

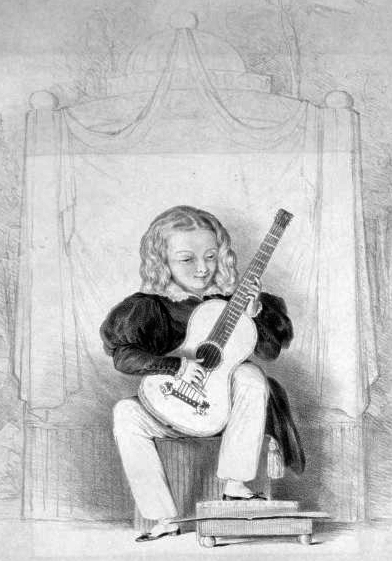
Der neunjährige Giulio Regondi bei einem Konzert im Royal Adelphi Theatre in London (1831)

Giulio Regondi wurde Ende März oder Anfang April 1823 als Sohn einer deutschen Mutter und eines italienischen Vaters in der Schweiz geboren, wuchs in Lyon auf und verbrachte den größten Teil seines Lebens ab 1839 in England.
Regondi wurde als Kind von seinem Vater zu täglichem stundenlangen Üben auf der Gitarre veranlasst, so dass er bereits mit fünf Jahren seine ersten Auftritte als Wunderkind absolvieren konnte. 1830 konzertierte Regondi in Paris gemeinsam mit Niccolò Paganini und Franz Liszt, 1831 widmete Fernando Sor dem erst achtjährigen „Jules Regondi“ seine Fantaisie Souvenir d’amitié (Op. 46). Im selben Jahr kam Regondi nach England, wo er mit Catherina Josepha Pelzer, die später als Madame Sidney Pratten bekannt wurde, auftrat. Um die Kinder auf der Bühne besser sehen zu können, musizierten sie auf einem Tisch stehend. Spielte Regondi allein, wurde sein Stuhl zuweilen auf dem Klavier platziert.
Ebenfalls 1831 traf Regondi in London auf den Instrumentenbauer Charles Wheatstone und dessen Englische Concertina, die er so schnell erlernte, dass er bereits 1834 und 1835 in Irland Konzerte geben konnte.
Ab 1840 unternahm Regondi zwei Konzertreisen auf das Festland, darunter nach Wien. Josef Zuth zitiert dazu die Allgemeine musikalische Zeitung: „R. spielt Guitarre und Melophon in denkbar vollendetster Meisterschaft, und singt auf letzterem Instrumente mit einer wahrhaft bezaubernden Lieblichkeit und unbeschreiblicher Zartheit … Die vorgetragenen Solosätze waren auf der Guitarre: Souvenir de Gubellins nach Thalberg, und die Ouverture der Semiramide, vollgriffig, wie vom ganzen Orchester ertönend.“ Bei dem von Zuth angeführten „Melophon“ handelte es sich tatsächlich um eine Konzertina, und noch heute wird Regondi als „der große Konzertina-Virtuose des 19. Jahrhunderts“ bezeichnet. Regondis Virtuosität regte andere Komponisten an, für die Konzertina zu schreiben, so z. B. Bernhard Moliques Konzert für Concertina und Orchester (London, 1853).
Im Dezember 1840 erwarb Regondi in Wien eine achtsaitige Gitarre von Johann Anton Stauffer, die er fortan benutzte. 1846 folgte dann noch eine Konzertreise nach Deutschland. Bis Ende der 1860er Jahre gab Regondi Konzerte und Konzertinaunterricht in London, wo er 1872, gerade 49 Jahre alt, nach einem langen Krebsleiden starb.

## Werk
Regondi schrieb Vokalmusik, Kammermusik und komponierte für Gitarre und Konzertina als Soloinstrument, wobei der Schwerpunkt auf Kompositionen für die Konzertina liegt. Für die Konzertina verfasste er außerdem ein Lehrwerk (New Method for the Concertina. Dublin, 1857).
Das Gitarrenwerk besteht aus verschiedenen Solostücken und zehn Etüden (Dix Etudes):
- Simon Wynberg (Hrsg.): Giulio Regondi, Complete Works for Guitar. Chanterelle, Monaco 1981, enthält vier (von zehn) Etüden und Op. 19-23 als Facsimile
- John Holmquist (Hrsg.): Giulio Regondi, 10 Etudes for Guitar. Editions Orphée, Columbus Ohio 1990

## Aufnahmen
Aufnahme des Gitarrenwerks liegen vor von:
- Leif Christensen: Giulio Regondi, Guitar Works. (PAULA 10) Feb. 1981
- Masahiro Ojiri: REGONDI Complete Guitar Works. (Octavia Records OVCL- 00116), Juli 2003